# Agrotis fuscifusa
Agrotis fuscifusa är en fjärilsart som beskrevs av George Francis Hampson 1920. Agrotis fuscifusa ingår i släktet Agrotis och familjen nattflyn. Inga underarter finns listade i Catalogue of Life.